# Xian autonome xibe de Qapqal
Cette page contient des caractères spéciaux ou non latins. S’ils s’affichent mal (▯, ?, etc.), consultez la page d’aide Unicode.
Le xian autonome xibe de Qapqal (察布查尔锡伯自治县 ; pinyin : Chábùchá'ěr xībó Zìzhìxiàn ; ouïghour : چاپچال شىبە ئاپتونوم يېزىسى / Çapçal Şibe Aptonom Nahiyisi) est un district administratif de la région autonome du Xinjiang en Chine. Il est placé sous la juridiction de la préfecture autonome kazakhe d'Ili.

## Démographie
La population du district était de 157 802 habitants en 1999.